# باشگاه فوتبال پارو
باشگاه فوتبال پارو اف سی یک باشگاه فوتبال حرفه ای در شهر پارو، بوتان است.